# Je te dis tout
Singles de Mylène Farmer
À l'ombre
(2012) Monkey Me
(2013)
Je te dis tout est une chanson de Mylène Farmer, sortie en single le 28 janvier 2013 en version digitale et le 4 mars 2013 en version physique, en tant que deuxième extrait de l’album Monkey Me.
Sur une musique au piano composée par Laurent Boutonnat, Mylène Farmer écrit un texte en forme de déclaration d'amour (« Mon amour je te dis tout, tu peuples ma vie à l'infini », « Tu es mon sang, mon double aimant, mon ADN »).
Le clip, réalisé par François Hanss et tourné au bord d'un étang du parc de l'Abbaye de Chaalis, près de la forêt d'Ermenonville, présente la chanteuse dans une forêt avec un grand cheval noir.
La chanson atteint la 3e place du Top Singles en France.

## Contexte et écriture
Deux ans après le grand succès rencontré par Bleu noir, le premier album de Mylène Farmer réalisé sans Laurent Boutonnat, la chanteuse fait de nouveau appel à ce dernier afin de composer l'album Monkey Me, qui sort en décembre 2012. No 1 des ventes, l'album enregistre la plus grosse vente hebdomadaire de l'année et est certifié triple disque de platine en moins d'un mois.
Après le single électropop À l'ombre (classé no 1 des ventes), c'est la ballade Je te dis tout qui est choisie en tant que deuxième single. Sur une musique au piano de Laurent Boutonnat, Mylène Farmer écrit un texte en forme de déclaration d'amour (« Mon amour je te dis tout, tu peuples ma vie à l'infini », « Tu es mon sang, mon double aimant, mon ADN »).
Certaines phrases font alors penser à un amour disparu (« Abuse le sort, frappe à ma porte », « Héritière passagère de mes jours maudits », « Je suis qui pardonne au temps, aux absents »).

## Sortie et accueil critique
Diffusé en radio à partir du 28 janvier 2013 (deux jours après avoir été interprétée lors des NRJ Music Awards), le single sort en CD single et en Maxi 45 tours le 4 mars 2013.
La pochette du single, montrant une photo de Mylène Farmer de dos sur une barque, est issue du clip .
Le 20 avril 2013, un 45 tours Picture Disc est commercialisé à l'occasion du Disquaire Day dans les magasins participants, avec un tirage limité à 1 000 exemplaires.

### Critiques
- « Sobriété des textes, musique épurée et mélodie dans la veine des bons "Mylène". »[5]
- « Mylène Farmer signe une déclaration d'amour comme rarement elle en avait chanté par le passé. »[6]
- « Je te dis tout séduira à coup sûr l'ancienne comme la nouvelle génération de Mylène addicts. »[7]
- « Une déclaration d'amour directe, bien inspirée et pleine d'images romantiques. »[4]

## Vidéo-clip

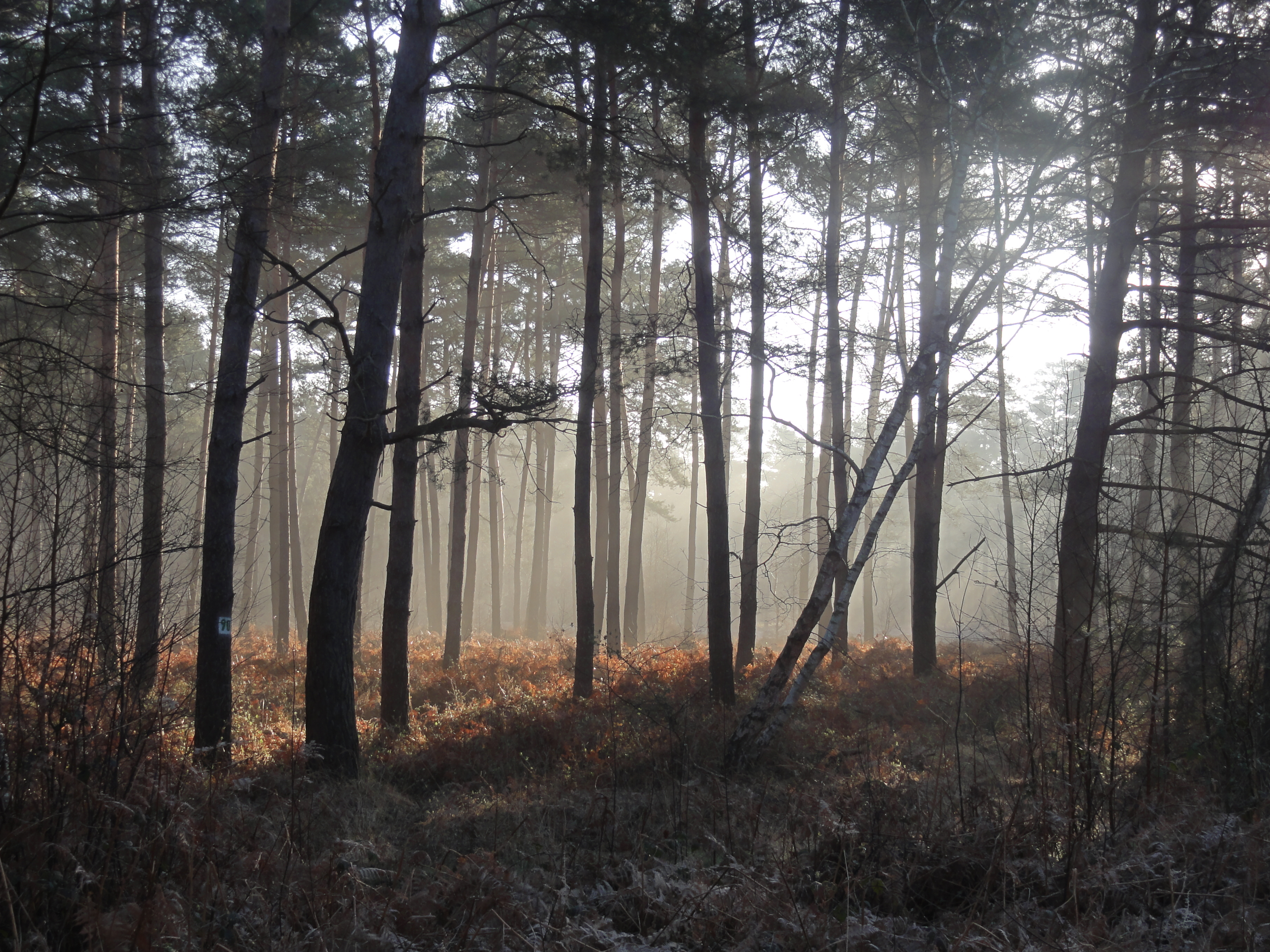
Le clip est tourné dans la forêt d'Ermenonville.

Réalisé par François Hanss, le clip est tourné le 14 janvier 2013 au bord d'un étang du parc de l'Abbaye de Chaalis, près de la forêt d'Ermenonville, là où avait déjà été tourné le clip d'Innamoramento.
Mylène Farmer a pour partenaire un grand cheval noir, dont la silhouette s'efface lorsqu'il traverse un portail sur lequel est inscrite la lettre M (ce qui fait écho à la phrase « Et sur ton pull j'y broderai M »). Cette image évoque la légende du cheval comme psychopompe (passeur d'âme) dans plusieurs cultures et mythologies.
D'autres plans présentent la chanteuse seule sur une barque, ce qui n'est pas sans rappeler le clip À quoi je sers dans lequel Mylène Farmer traverse le Styx (le fleuve qui sépare le monde terrestre des Enfers dans la mythologie grecque) sur une barque.
Certaines images sur la barque rappellent également des photographies en noir et blanc de la chanteuse Barbara.

### Sortie et accueil
Le clip est diffusé à partir du 29 janvier 2013 sur le site jetedistout.com, et le lendemain à la télévision.
- « De très belles images rappelant la Mylène des années 80. »[3]
- « Avec élégance et finesse, Mylène Farmer revisite sa propre légende, multipliant les clins d’œil à son répertoire. De sublimes images, un climat envoûtant et mélancolique. »[8]
- « Dans ce paysage plutôt sombre, on découvre une histoire d'amitié entre la femme et l'animal, touchante et mélancolique, à l'image du titre. »[9]
- « Portail ouvert sur la forêt, lac brumeux et cheval ténébreux... les éléments "Farmeriens" abondent et l’on ne blâmera nullement les intentions. »[5]
- « Un clip très esthétique. »[10]
- « C'est une Mylène Farmer tout en sobriété qui se dévoile dans ce nouveau clip. Un clip sans prétention, poétique et métaphorique. »[11]

## Promotion
Mylène Farmer n'interprète Je te dis tout qu'une seule fois à la télévision, le 26 janvier 2013 lors des NRJ Music Awards sur TF1, entourée d'Yvan Cassar et de Loïc Pontieux.

## Classements hebdomadaires
Le single atteint la 3e place du Top Singles, dans lequel il reste classé durant huit semaines.
| Classement (2013)   | Meilleure position |
| ------------------- | ------------------ |
| Belgique - Wallonie | 28                 |
| France (Ventes)     | 3                  |
| France (TV)         | 23                 |

## Liste des supports
| 1. | Je te dis tout                | 5:30 |
| 2. | Je te dis tout (instrumental) | 5:30 |
| 3. | Je te dis tout (Radio Edit)   | 4:10 |

| A. | Je te dis tout                | 5:30 |
| B. | Je te dis tout (instrumental) | 5:30 |

## Crédits
- Paroles : Mylène Farmer
- Musique et production : Laurent Boutonnat
- Programmation, claviers et arrangements : Laurent Boutonnat
- Guitare : Sébastien Chouard, Slim Pezin
- Batterie : Loïc Pontieux
- Chœurs : Mylène Farmer
- Prise de son et mixage : Jérôme Devoise
- Studio d'enregistrement : Studio Guillaume Tell
- Studio de mixage : Calliphora Studio
- Éditions : Requiem Publishing[18]

## Interprétations en concert
Je te dis tout n'a été interprété en concert que lors de la tournée Timeless 2013.
Dans une robe rouge signée par Jean-Paul Gaultier, Mylène Farmer chante le titre en piano-voix accompagnée par Yvan Cassar, finissant souvent la chanson en larmes.

## Albums et vidéos incluant le titre

### Albums de Mylène Farmer
| Année | Album         | Version                                     | Durée | Certifications de l'album |
| 2012  | Monkey Me,    | Version Album Instrumental (réédition 2021) | 5:30  | 3 × Platine · Platine     |
| 2013  | Timeless 2013 | Live 2013                                   | 5:06  | Platine · Or              |
| 2020  | Histoires de  | Version Album                               | 5:30  | Platine                   |

### Vidéos de Mylène Farmer
| Année | Vidéo                             | Version    | Durée | Certifications de la vidéo |
| 2014  | Timeless 2013                     | Live 2013  | 5:36  | Diamant                    |
| 2021  | Les clips - L'intégrale 1999-2020 | Vidéo-clip | 4:18  | -                          |